# Thorgil Sprakling
Thorgil Sprakling (aussi connu comme Torkel, Torgils ou Sprakalägg) est un Danois dont les petits-fils sont devenus rois du Danemark et d'Angleterre. Dans la Knýtlinga saga, on l'appelle aussi « le rapide ». Florence de Worcester a nommé son père en tant que 'Ursius' (i.e. urso, ours en latin, björn dans les langues scandinaves) et Saxo Grammaticus raconte l'histoire que cet Ursius/Björn était le fils d'un ours d'une jolie jeune femme suédoise.
Les enfants de Thorgil sont :
- Ulf (mort en 1027), steward et Earl de Canut le Grand au Danemark, dont le fils devient Sven II de Danemark ;
- Eilaf (première mention en 1009), aussi Earl du roi Canute ;
- Gytha Thorkelsdóttir, qui se marie à Godwin de Wessex et est la mère de Harold Godwinson, roi d'Angleterre.